# Paracordyloporus durus
Paracordyloporus durus är en mångfotingart som beskrevs av Carl Graf Attems 1952. Paracordyloporus durus ingår i släktet Paracordyloporus och familjen Chelodesmidae. Inga underarter finns listade i Catalogue of Life.